# Jean-François Coste (ingénieur)
Pour les articles homonymes, voir Coste et Jean-François Coste (homonymie).
Jean-François Coste, né en 1937, est un haut fonctionnaire français, ingénieur général honoraire des Ponts et Chaussées.

## Biographie
Ingénieur Général des Ponts et Chaussées, il est ancien élève de l’École polytechnique et de l’École nationale des ponts et chaussées.

## Carrière
De 1962 à 1974 il a été au Service d'études sur les transports, les routes et leurs aménagements (SETRA), puis chef de l’arrondissement des ponts de Paris où il participe à la construction ou la reconstruction de quatre ponts sur la Seine : le pont aval qui supporte le boulevard périphérique, le pont Saint-Louis qui relie l’île Saint-Louis à l'île de la Cité, le pont de l'Alma et le pont du Garigliano . Il est ensuite chef de la division Transport Économie du CETE d’Aix-en-Provence, et chef des études d’infrastructures de l’aérotrain de Jean Bertin.
De 1974 à 1987 Jean-François Coste a été successivement, chargé de mission au Secrétariat des villes nouvelles pour les infrastructures, puis chef de la Division Infrastructure de la DDE des Hauts-de-Seine, et Directeur Départemental de l’Équipement du Morbihan puis des Bouches-du-Rhône.
De 1987 à 1997 il a été Directeur du Laboratoire central des ponts et chaussées à Paris. En 1994 il a été nommé président de la mission des experts internationaux pour le projet du viaduc de Millau.
De 1997 à 2001 il a également été secrétaire général de l'Association mondiale de la route (AIPCR).